# Odontonychoides fossiceps
Odontonychoides fossiceps là một loài bọ cánh cứng trong họ Elateridae. Loài này được Burgeon miêu tả khoa học năm 1947.